# タイの出稼ぎ産業
タイの出稼ぎ産業（タイのでかせぎさんぎょう）は長くタイの外貨獲得手段の一つであった。出稼ぎに出る者の多くは近場の比較的給料の高いマレーシア・シンガポールやアラブ諸国、日本、台湾、韓国などに出稼ぎに出る者もいた。これらの出稼ぎ労働者は基本的に自分の意志で出稼ぎに出た者であったが、女性などでは虚偽の契約が行われ、出稼ぎに行った末、不法に買春をさせられるケースも多く、日本でも人権問題として話題になった。以上のような海外への送り出し国であると同時に、東南アジアの経済大国であるタイは、隣国からの出稼ぎ労働者の受け入れ国という顔を持っている。1997年のアジア通貨危機後の不況下において、ビルマ、カンボジア、ラオスなどからのいわゆる低賃金労働者がタイ人の雇用先を奪っているという反発から、大々的な管理と取り締まりが行われた。